# 横田小人大

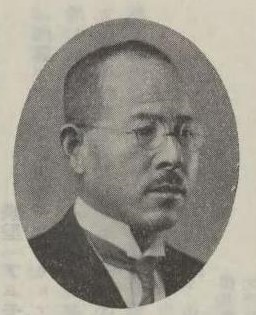
横田小人大

横田 小人大（よこた ことを、1885年（明治18年）8月23日 - ?）は、日本の発明家。

## 経歴
広島県佐伯郡古田村（現在の広島市の一部）出身。父の範四郎は、古田村の村長をしていた。1913年（大正2年）7月に東京帝国大学農科大学農芸化学科に入学し、1916年（大正5年）7月10日に卒業した。
1927年（昭和2年）2月3日に「劣等燐礦石の利用に就いて」という論文を提出し、農学博士の学位が授与された。
ラサ工業の常務及び宮古製煉所の所長を務めた。他に京都大学農学部の講師や、関西硫酸販売会社の取締役、東洋人造肥料株式会社、共益産業株式会社、大阪晒粉株式会社、大阪製煉株式会社などの顧問を務めた。

## 特許
- 特許第31846号 血炭代用品の製法
- 特許第61780号 硫酸中に遊離燐酸を含有せる特種硫酸の製法
- 特許第82584号 石炭窒素の處理法

## 注
1. ↑  京都帝国大学卒とする資料もある[3]。